# Beat Club
Beat Club es el título del segundo álbum como solista del cantante Marciano Cantero, vocalista del grupo argentino Enanitos Verdes.
Luego del relativo éxito que obtuvo con su álbum anterior (Luna Nueva) sobre todo en Chile, Marciano graba este segundo álbum, el cual salió a la venta en 1991.

## Lista de canciones
| Beat Club |                                                |                  |          |  |
| N.º       | Título                                         | Escritor(es)     | Duración |  |
| 1.        | «No la dejes marchar»                          | Marciano Cantero | 04:09    |  |
| 2.        | «Como seduce el mar»                           | Cantero          | 03:43    |  |
| 3.        | «Es que el amor se va»                         | Cantero          | 04:25    |  |
| 4.        | «Cómo definir nuestro amor»                    | Cantero          | 04:43    |  |
| 5.        | «Mr. Creep Georgette»                          | Cantero          | 04:19    |  |
| 6.        | «Vamos a bailar»                               | Cantero          | 03:53    |  |
| 7.        | «Quién me robó tu amor»                        | Cantero          | 03:38    |  |
| 8.        | «O quizás vos» (con César "Banana" Pueyrredón) | Cantero          | 04:26    |  |
| 9.        | «Para recuperar la risa»                       | Cantero          | 03:10    |  |
| 10.       | «Tú sabes bien»                                | Cantero          | 03:52    |  |
| 11.       | «Las luces del bar» (con Javier Calamaro)      | Cantero          | 03:33    |  |

- Datos: Q5724020